# قرار مجلس الأمن التابع للأمم المتحدة رقم 358
قرار مجلس الأمن التابع للأمم المتحدة رقم 358، الذي اتخذ بالإجماع في 15 آب / أغسطس 1974، أشار المجلس بقلق عميق استمرار العنف وسفك الدماء في قبرص واستنكر عدم الامتثال للقرار 357، وذكّر المجلس بقراراته السابقة بشأن هذه المسألة وأصر على تنفيذها بالكامل وأن على جميع الأطراف الالتزام الفوري بصرامة بوقف إطلاق النار.